# ۱۷۲ (میلادی)
۱۷۲ (میلادی) صد و هفتاد و دومین سال تقویم میلادی است.
‎